# Helenističko-rimska filozofija
Osvajanja Aleksandra Velikog dovode do miješanja raznih kultura. Grčka kultura je imala najveći utjecaj, zato je to "helenističko razdoblje".
U to vrijeme snažno se razvijaju sve grane znanosti. U filozofiji se najveći značaj daje etičkim pitanjima. Filozofija dobiva praktičan značaj za pojedince: "Kako postići duševni mir?". 
U ovom periodu nema novih filozofskih teorija. Pravci ovog razdoblja su:
- Stoicizam
- Epikurova škola
- Skepticizam

## Predstavnici
1. Epikur (341. pr. Kr. - 270. pr. Kr.)

- Stoicizam

1. Hrizip
2. Seneka
3. Epiktet
4. Marko Aurelije

- Skepticizam

1. Piron iz Elide
2. Sekst Empirik